# Řepešín
Řepešín (německy Repsin) je malá vesnice, část obce Záblatí v okrese Prachatice v Jihočeském kraji. Nachází se asi tři kilometry severozápadně od Záblatí. Řepešín je také název katastrálního území o rozloze 6,12 km².

## Historie
První písemná zmínka o Řepešínu pochází z roku 1359, kdy vesnice patřila k panství hradu Hus. V roce 1930 zde žilo 449 obyvatel. V letech 1938 až 1945 byl Řepešín v důsledku uzavření Mnichovské dohody přičleněn k nacistickému Německu.

## Obyvatelstvo
| Rok            | 1869 | 1880 | 1890 | 1900 | 1910 | 1921 | 1930 | 1950 | 1961 | 1970 | 1980 | 1991 | 2001 | 2011 | 2021 |
| -------------- | ---- | ---- | ---- | ---- | ---- | ---- | ---- | ---- | ---- | ---- | ---- | ---- | ---- | ---- | ---- |
| Počet obyvatel | 410  | 410  | 381  | 370  | 374  | 331  | 297  | 93   | 84   | 58   | 51   | 40   | 38   | 37   | 34   |
| Počet domů     | 42   | 51   | 53   | 59   | 61   | 58   | 58   | 50   | 25   | 17   | 14   | 17   | 23   | 25   | 24   |

## Obecní správa
Při sčítání lidu v letech 1850–1962 Řepešín byl samostatnou obcí v okrese Prachatice. Od roku 1963 je částí obce Záblatí v okrese Prachatice. V letech 1850–1962 k obci patřily Saladín a Zvěřenice.

## Pamětihodnosti
- Památkově chráněná usedlost čp. 43
- Řepešínská lípa, památný strom
- Přírodní rezervace Čertova stráň
- Do jihovýchodní části katastrálního území zasahuje část přírodní rezervace Kaňon Blanice.

## Fotogalerie

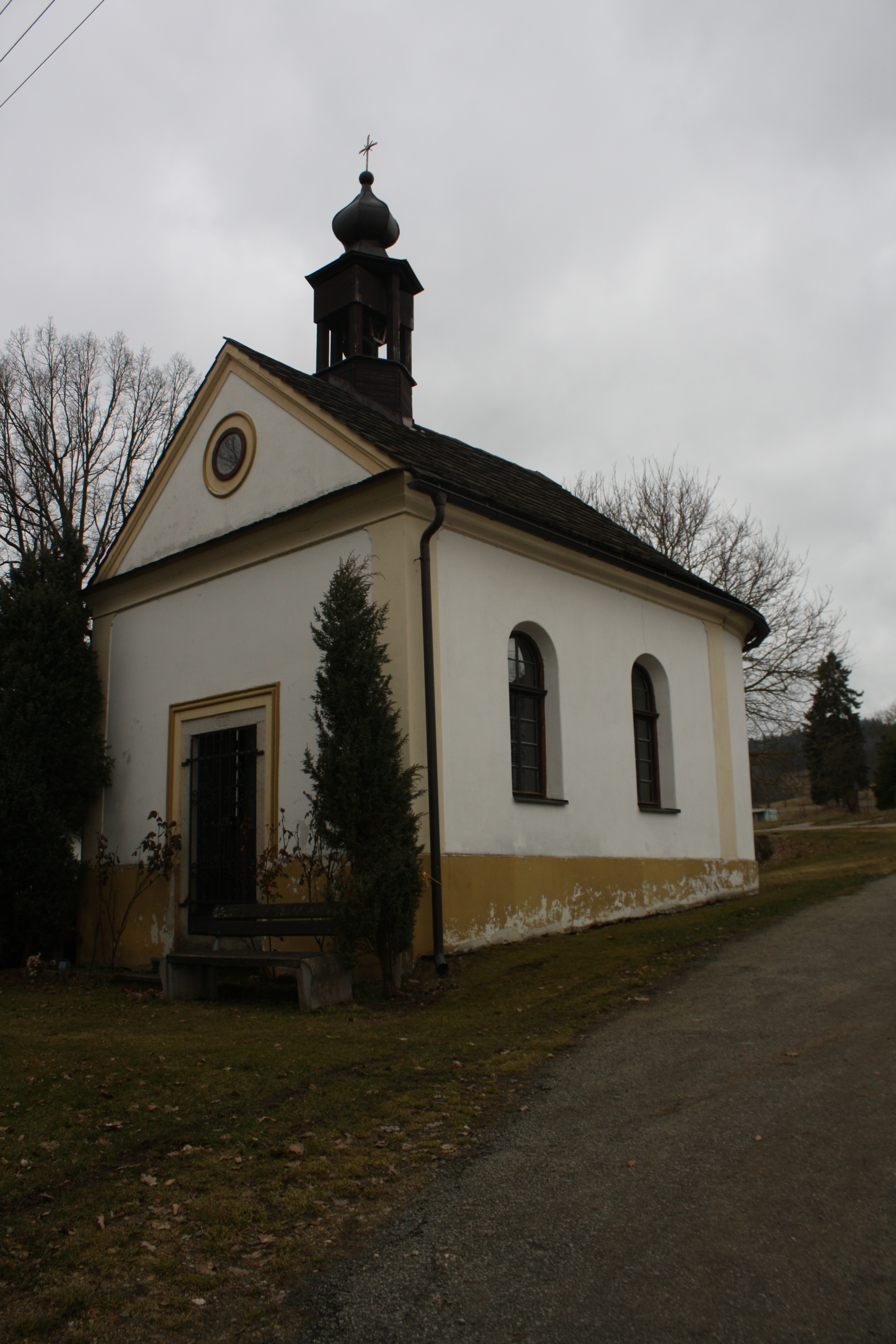
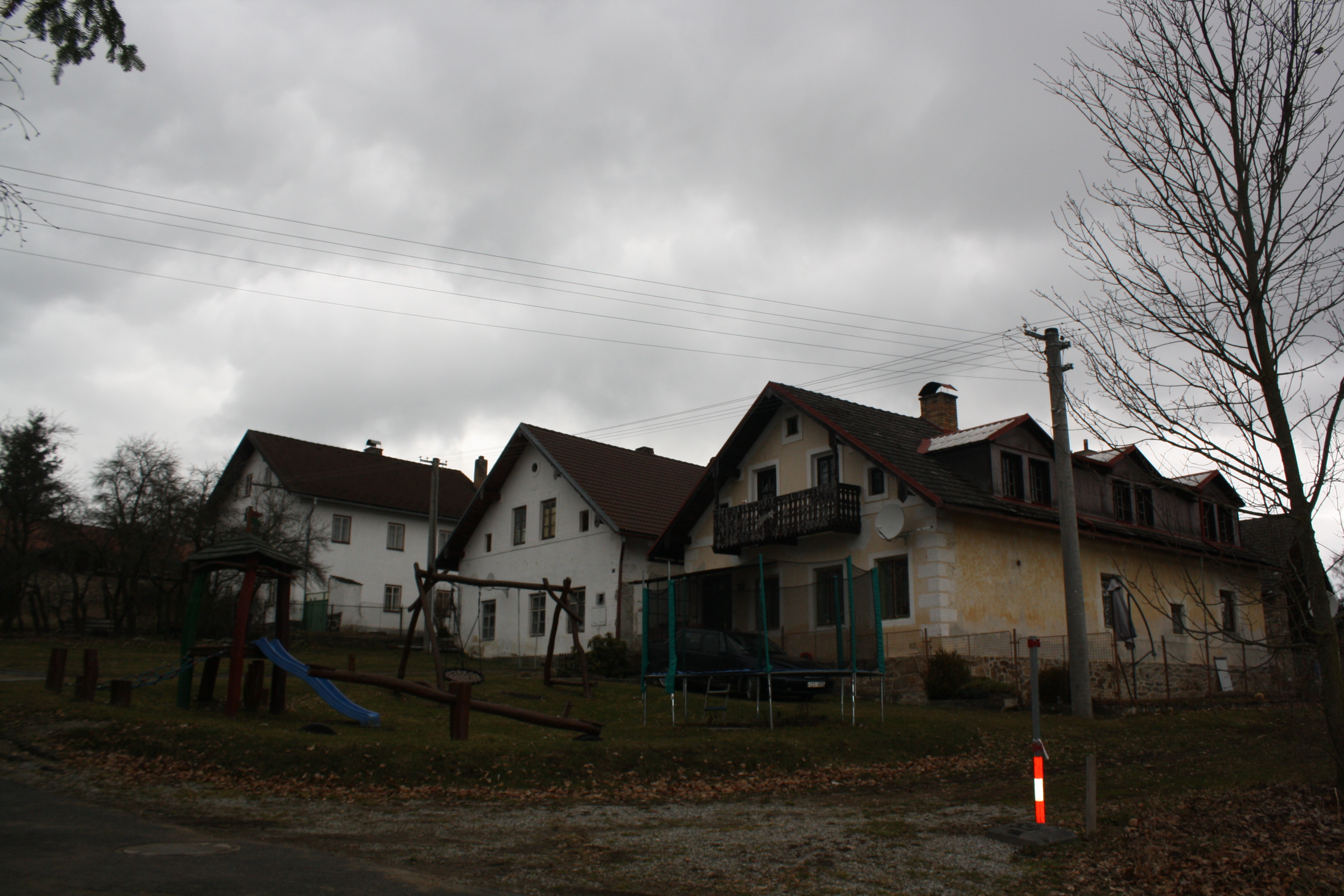
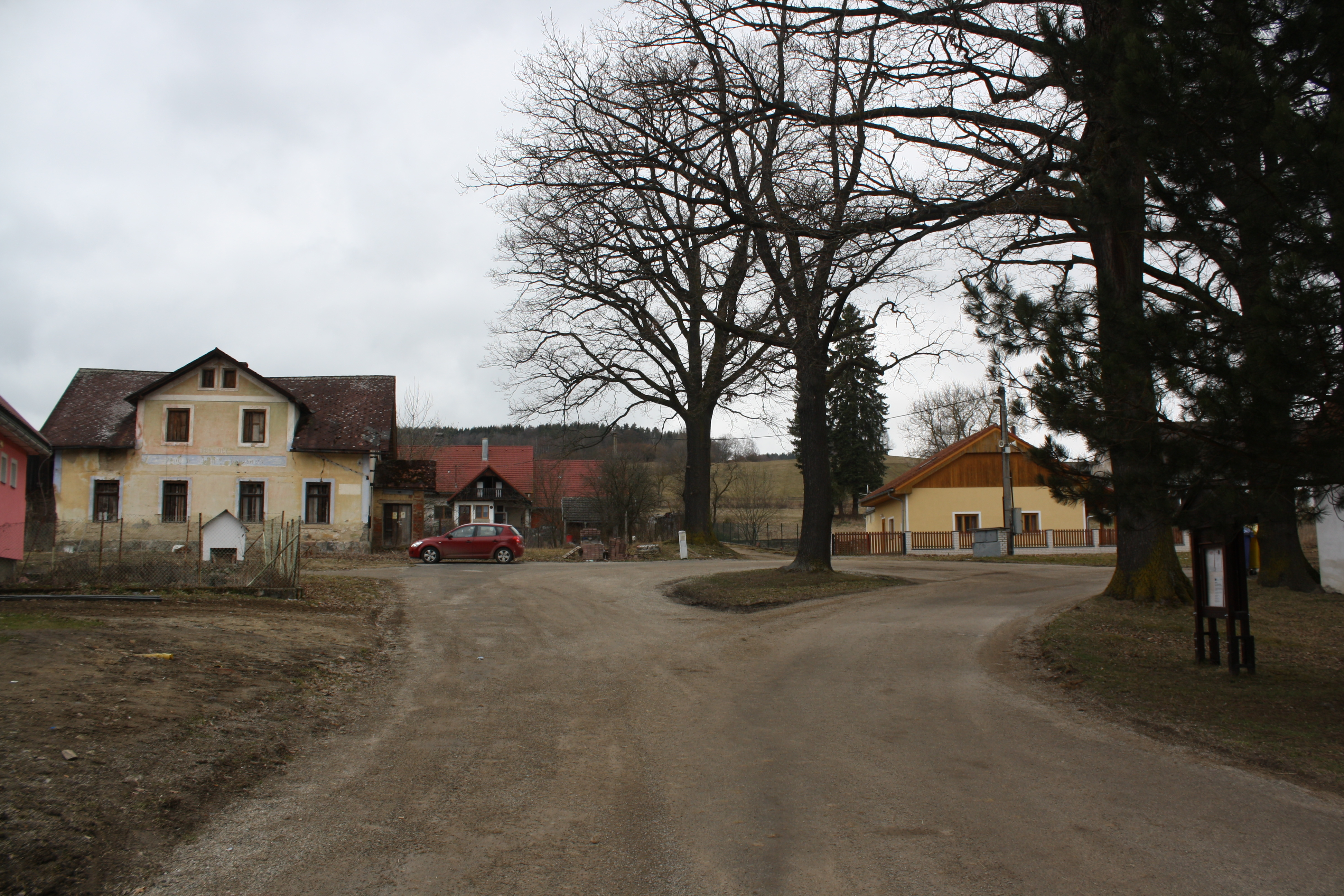
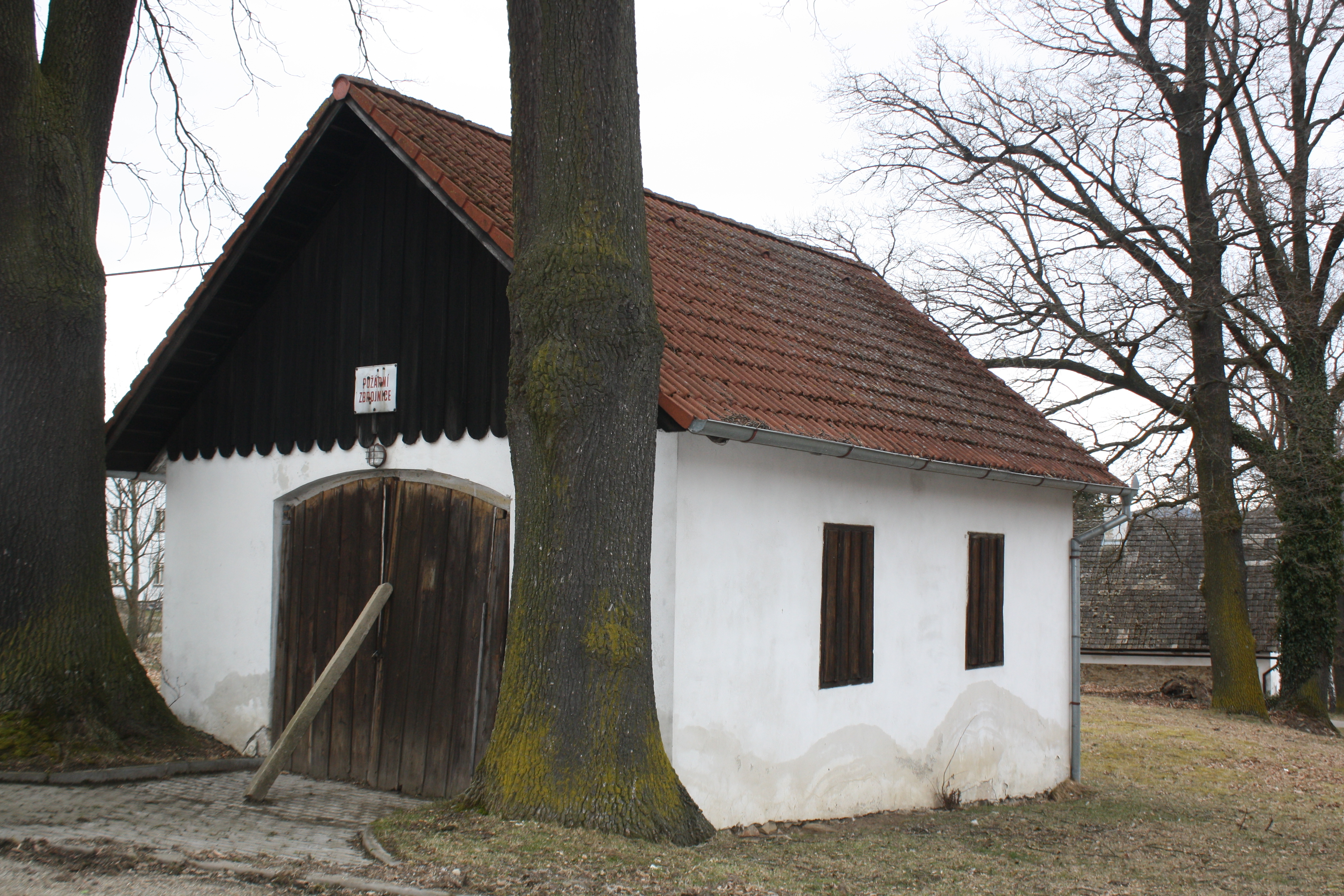